# In the Dark (Purple Disco Machine e Sophie and the Giants)
In the Dark è un singolo del DJ tedesco Purple Disco Machine e della cantante britannica Sophie and the Giants, pubblicato il 21 gennaio 2022 come secondo estratto dalla riedizione del secondo album in studio di Purple Disco Machine Exotica.

## Video musicale
Il Video musicale, diretto da Dmitrij Cvetkov, è stato pubblicato in concomitanza all'uscita del brano attraverso il canale YouTube del DJ.

## Tracce
Testi e musiche di Tino Schmidt, Sophie Scott, José Coelho, Ed Cosens, Ryan Sewell, Dimitri Tikovoï e Olivia Sebastianelli
Download digitale, streaming
1. In the Dark – 3:05

Download digitale, streaming – Oliver Heldens Remix
1. In the Dark (Oliver Heldens Remix) – 4:27

Download digitale, streaming – Ron Basejam Remix
1. In the Dark (Ron Basejam Remix) – 6:16
2. In the Dark (Ron Basejam Dub Mix) – 8:54

Download digitale, streaming – Aeroplane Remix
1. In the Dark (Aeroplane Remix) – 3:47

## Classifiche

### Classifiche settimanali
| Classifica (2022-25) | Posizione massima |
| -------------------- | ----------------- |
| Austria              | 26                |
| Belgio (Fiandre)     | 4                 |
| Belgio (Vallonia)    | 3                 |
| Bielorussia          | 1                 |
| Bulgaria             | 1                 |
| Estonia              | 88                |
| Francia              | 76                |
| Germania             | 12                |
| Islanda              | 34                |
| Italia               | 68                |
| Kazakistan           | 32                |
| Lituania             | 72                |
| Paesi Bassi          | 25                |
| Polonia              | 2                 |
| Russia               | 1                 |
| Svizzera             | 40                |
| Ucraina              | 5                 |

### Classifiche di fine anno
| Classifica (2022) | Posizione |
| ----------------- | --------- |
| Austria           | 59        |
| Belgio (Fiandre)  | 11        |
| Belgio (Vallonia) | 22        |
| Bulgaria          | 1         |
| Francia           | 174       |
| Germania          | 45        |
| Paesi Bassi       | 83        |
| Russia            | 1         |
| Svizzera          | 75        |
| Ucraina           | 53        |
| Classifica (2023) | Posizione |
| Bielorussia       | 20        |
| Kazakistan        | 37        |
| Russia            | 53        |
| Ucraina           | 19        |
| Classifica (2024) | Posizione |
| Bielorussia       | 55        |
| Ucraina           | 182       |

### Classifiche di fine decennio
| Classifica (2020-29) | Posizione |
| -------------------- | --------- |
| Bielorussia          | 1         |
| Kazakistan           | 70        |
| Russia               | 11        |
| Ucraina              | 108       |